# Berónica Vivieca
Nieve Berónica Vivieca Aquino (* 6. Januar 1990) ist eine dominikanische Badmintonspielerin. 

## Karriere
Berónica Vivieca siegte 2013 bei den Carebaco-Meisterschaften. Bei den Juegos Bolivarianos des gleichen Jahres gewann sie Bronze mit dem Team und im Dameneinzel. 2013 siegte sie auch bei den Guatemala International. Bei den Venezuela International 2013 wurde sie Dritte. 